# Plastyka (czasopismo)
Plastyka – czasopismo poświęcone sztuce polskiej, wydawane w latach 1930–1938 w Warszawie.

## Historia i profil
Pierwszy zeszyt pisma ukazał się w czerwcu 1930 i był opatrzony podtytułem: „Czasopismo poświęcone sztuce polskiej”. Na okładce nie pojawiła się żadna ilustracja, lecz następujące inskrypcje: „Architektura, Urbanistyka, Malarstwo, Rzeźba, Grafika, Przemysł artystyczny, Fotografja, Dekoracja teatralna, Kinematograf, Sztuka ludowa, Szkolnictwo, Reklama”. Pismo miało zasięg ogólnokrajowy, a jego inauguracyjną edycję zredagował Karol Stryjeński. W nocie redakcyjnej przedstawiono założenia i cele czasopisma: „Zamiarem naszym jest ukazanie twórczych i rzetelnych wysiłków współczesnej plastyki polskiej bez względu na programowe różnice, zachodzące między poszczególnymi artystami, czy zespołami artystycznymi, o ile (...) te zespoły, względnie jednostki, zdecydowanie zmierzają do osiągnięcia maksymalnych zdobyczy, na wysokim stojących poziomie... (...) Chcemy, by pismo nasze stało się terenem, na którym możliwe jest ścieranie się różnych (...) poglądów.”
W 1934 pismo stało się organem Bloku Zawodowych Artystów Plastyków. Zaczęło się wówczas ukazywać nakładem  Wydawnictwa „Plastyka”, którego zarząd tworzyli: Halina Kenarowa, Edward Manteuffel, Władysław Wincze i Roman Schneider. W 1936 redaktorem magazynu był Mieczysław Schulz, a w 1938 – Edward Kokoszko.
W okresie istnienia pisma na jego łamach ukazywały się teksty i prace artystyczne najwybitniejszych międzywojennych przedstawicieli sztuk pięknych i pokrewnych.

## Wybrani współpracownicy
Edmund Bartłomiejczyk, Julian Bohdanowicz, Tadeusz Cieślewski (ojciec), Tadeusz Cieślewski (syn), Bolesław Cybis, Władysław Daszewski, Maria Duninówna, Wojciech Jastrzębowski, Antoni Kenar, Józef Klukowski, Janina Konarska, Czesław Knothe, Jeremi Kubicki, Rafał Malczewski, Lech Niemojewski, Maria Obrębska-Stieber, Stanisław Ostoja-Chrostowski, Wiktor Podoski, Tadeusz Pruszkowski, Stanisław Rogoyski, Władysław Skoczylas, Juliusz Starzyński, Anna Śledziewska, Antoni Wajwód, Stanisław Woźnicki